# Großer Globus

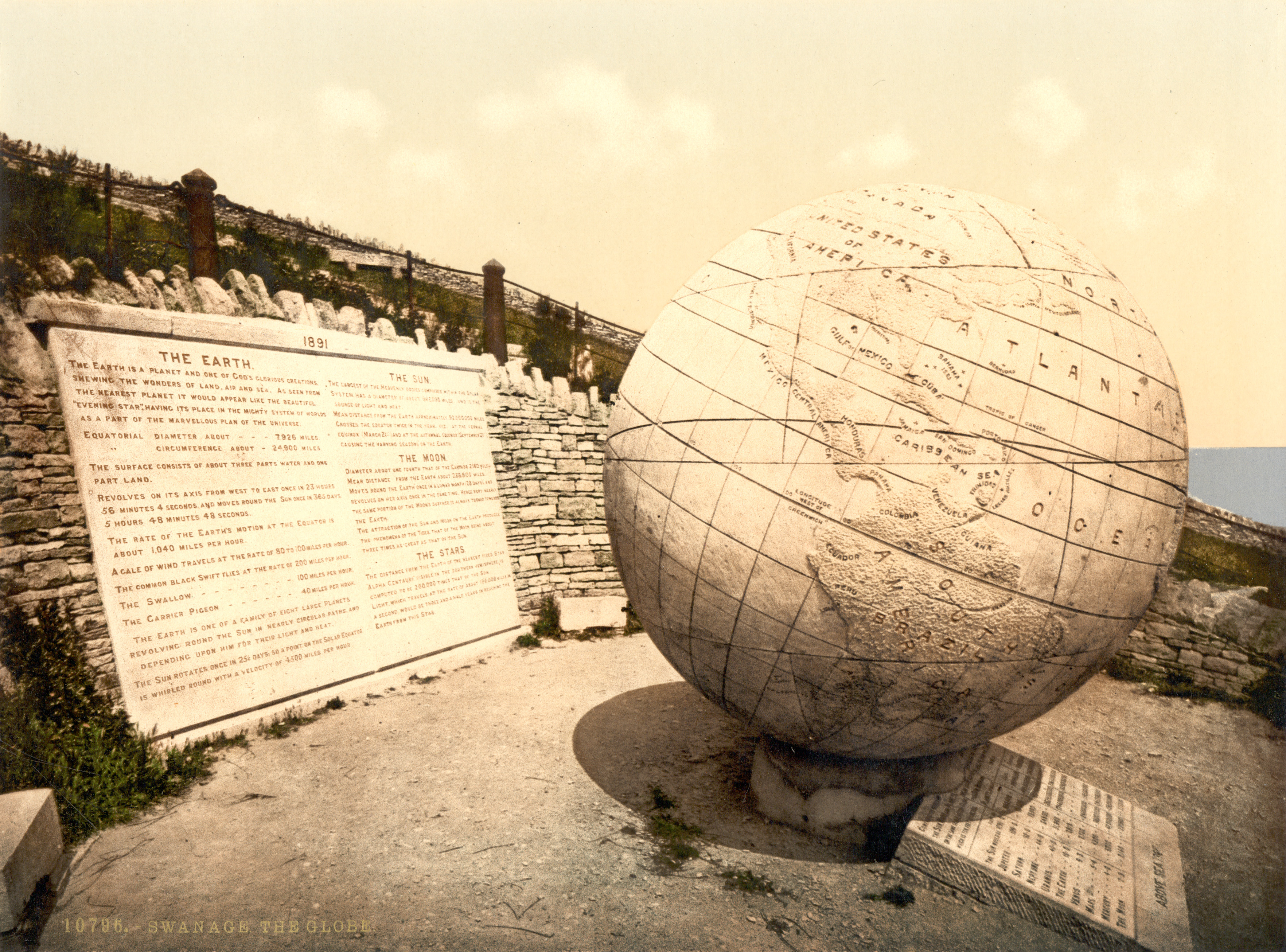
Großer Globus 1900

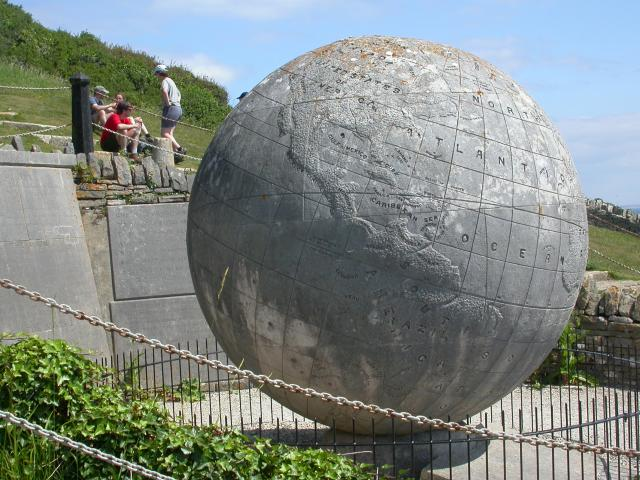
Großer Globus 2003

Der Große Globus (engl.: Great Globe) hat einen Durchmesser von etwa 3 Metern und 40 Tonnen Gewicht. Der aus 15 Teilen bestehende Globus aus dem Jahre 1887 wurde aus dem lokalen Kalkstein-Vorkommen des Purbeck-Portland in England hergestellt und ist eine der größten Steinkugeln der Welt.

## Lage
Der Große Globus befindet sich wenige Meter unterhalb Durlston Castle innerhalb des Durlston Country Parks, einem 1,13 km² (280 Hektar) großen Landschaftspark und Naturschutzgebiet. Der Park liegt südlich von Swanage auf der Isle of Purbeck in der Grafschaft Dorset, an der Südküste von England.
Bei Swanage befinden sich eine Reihe von historischen Steinbrüchen, die sich vor allem entlang der Klippen im Süden erstrecken. In diesen Steinbrüchen wurde für Portland-Stein, Purbeck-Stein und Purbeck-Marmor gebrochen.

## Geschichte
George Burt (1816–1894), aus Swanage, war Steinmetz und Steinbruchbesitzer. Er wurde erfolgreicher Steinhändler und Bauunternehmer in London, ein Philanthrop und sehr wohlhabender Geschäftsmann. Swanage war der Geburtsort von Burt, von dort aus handelte er später mit britischen Natursteinen und er wollte die Stadt zu einem prosperierenden Ort zu entwickeln. In Swanage baute Burt für sich das Purbeck House, ein großes Steingebäude.
Im Jahre 1862 kaufte George Burt den hügeligen Landstrich um Durlston Head. Auf diesem Land befanden sich auch einige Steinbrüche, aus dem sein Unternehmen Kalkstein als Werkstein gewann. Bis ins 19. Jahrhundert waren dort zahlreiche Steinbrüche in Betrieb, aus denen große Mengen Kalkstein für Bauten in London auf dem Seeweg transportiert wurden. Burt wollte dieses Gebiet zu einer Attraktion für Touristen entwickeln. Im Jahre 1887 baute er sein Folly Durlston Castle auf dem Hügel am südlichen Ende der Durlston Bay. Im Park liegen historische Steinbrüche, wie der Tilly Whim Caves, in dem seit 1810 keine Steine abgebaut werden. Burt eröffnete die Tilly Whim Caves im Jahre 1887 für Besichtigungen von Touristen. Der unterirdische Steinbruch wurde im Jahre 1976 wegen Steinschlaggefahr für die Öffentlichkeit endgültig geschlossen.
Burt ließ auch den Great Globe, eine 40 Tonnen wiegende Weltkugel herstellen, drei Meter im Durchmesser, in welcher die Weltkarte nach den Erkenntnissen von 1880 eingraviert sind.

## Aufstellungsort

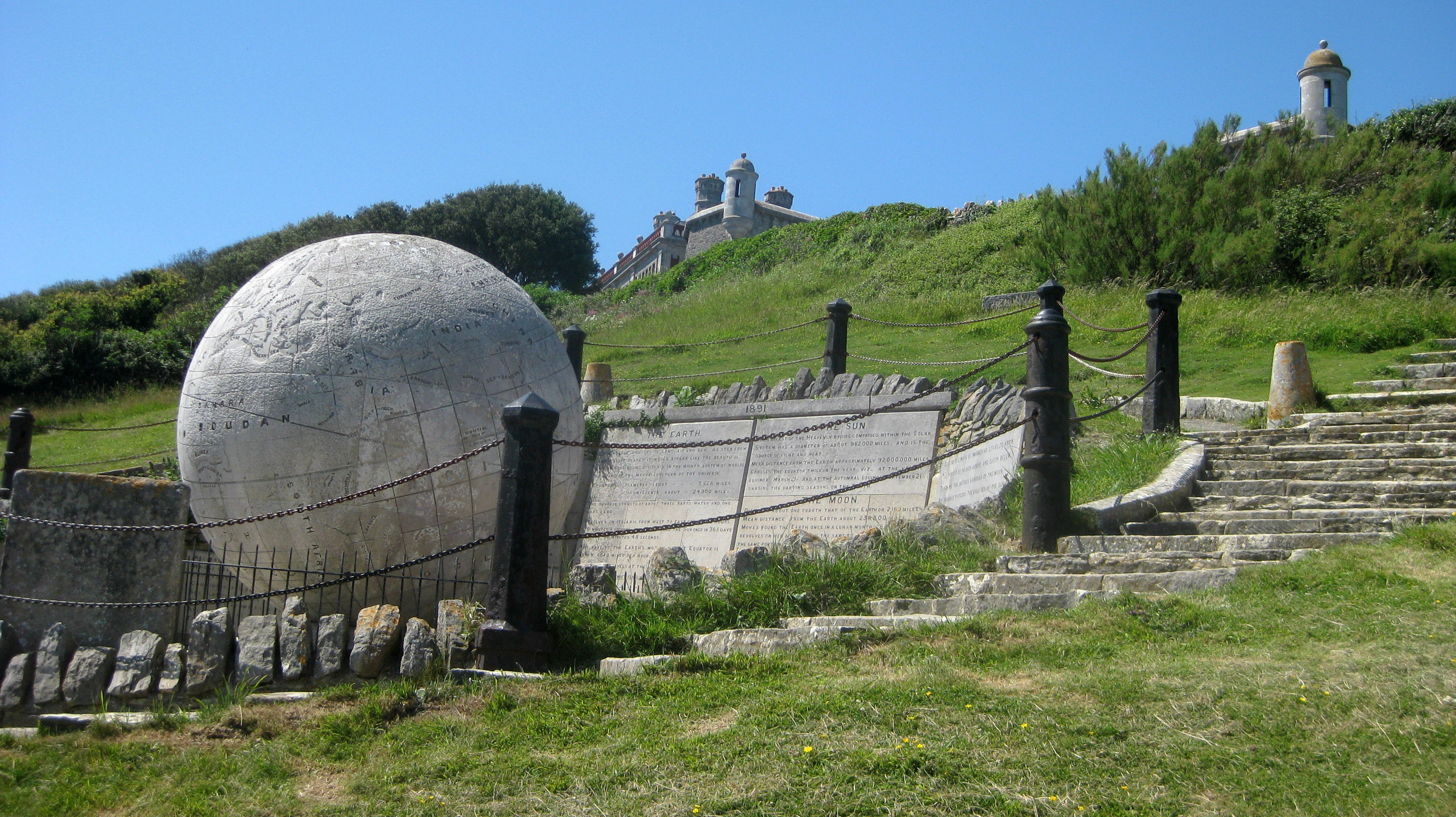
Großer Globus mit Blick auf Durlston Castle

Die Kugel überragt die Küstenlinie dieses Parks auf etwa 40 Meter über der See, der heute von zahlreichen Touristen aufgesucht wird. Rund um den Great Globe sind steinerne Tafeln mit Texten von William Shakespeare und der Bibel sowie Landkarten mit dem Ärmelkanal und des Vereinigten Königreichs sowie weitere Erkenntnisse über die Naturgeschichte der Welt enthalten.
Zum Globus führt eine Treppenanlage. Früher konnten Besucher bis an den Globus heran, heute wird er durch einen eisernen Zaun abgegrenzt. In unmittelbarer Nähe zum Globus liegen in der Grünanlage acht große Steinblöcke, die den Kompass darstellen.
Die Kugel ist ein Dokument für die damalige Zeit und gibt die Vorstellung der Welt aus britisch-imperialer Sicht im Viktorianischen Zeitalter gegen Ende des 19. Jh. wieder.